# 三種町町民歌 〜輝く未来へ〜
「三種町町民歌 〜輝く未来へ〜」（みたねちょうちょうみんか かがやくみらいへ）は、日本の秋田県山本郡三種町が制定した町民歌である。作詞・星合節子、補作・三種町町民歌制定検討委員会、作曲・橋本祥路。

## 解説
2006年（平成18年）にいずれも山本郡の琴丘町、山本町、八竜町の3町が合併して成立した三種町の町民歌である。山本郡南部三町合併協議会では新町の名称を「三種町」と決定したことを受けて「町の花・木・鳥、町民歌、キャッチフレーズ、イメージソング等は、その必要性を含め新町において検討するものとする」と取り決められ、3町がそれぞれ制定していた町民歌は全て廃止されることになった。
合併から3年後の2009年（平成21年）、町役場に町民歌制定検討委員会が設置され歌詞の懸賞募集が実施される。入選者は神奈川県からの応募で、秋田県出身の橋本祥路に作曲が依頼された。なお三種町の4年前に制定された鳥取県東伯郡琴浦町の町歌「輝く未来へ」（作曲：野口勇）も同じ作詞者である。
三種町に関連する町民歌以外の楽曲としては、2016年（平成28年）発表の合併10周年記念歌「このまちで」（作詞・作曲：青谷明日香）がある。

## 旧町民歌
以下は三種町の前身3町がそれぞれ制定していた町民歌である。現在は3曲いずれも山本郡南部三町合併協議会の取り決めにより廃止されている。

### 琴丘町民の歌
「琴丘町民の歌」（ことおかちょうみんのうた）は、旧琴丘町の町民歌である。1985年（昭和60年）に合併30周年を記念して制定された。作詞・小玉千代世、補作・琴丘町町民歌制定委員会、作曲・服部良一。
ミュージックエイトがシングル盤を製造しており、それとは別に町役場が自主制作した町民音頭「琴丘ふる里音頭」のカセットテープB面に町民歌が収録されている。

### 山本町民歌
「山本町民歌」（やまもとちょうみんか）は、旧山本町の町民歌である。作詞・紅川草一、作曲・大山会三郎。歌詞と楽譜は秋田魁新報社が1981年（昭和56年）に刊行した『ふるさとは歌われているか』に収められている。

### 八竜町民歌
「八竜町民歌」（はちりゅうちょうみんか）は、旧八竜町の町民歌である。作詞・竹内瑛二郎、作曲：大山会三郎。歌詞と楽譜は『ふるさとは歌われているか』に収められている。